# Ocyptamus limbus
Ocyptamus limbus är en tvåvingeart som först beskrevs av Günther Enderlein 1938.  Ocyptamus limbus ingår i släktet Ocyptamus och familjen blomflugor.
Artens utbredningsområde är Uruguay. Inga underarter finns listade i Catalogue of Life.